# Nils Frykberg
Nils Frykberg, född 13 mars 1888 i Uppsala, död 13 december 1966 i Gävle, var en svensk medeldistanslöpare. Han tävlade för IFK Gävle.
Vid OS i Stockholm 1912 var Nils Frykberg med och tog silvermedalj som medlem i det svenska laget på 3 000 meter laglöpning (de andra var John Zander, Ernst Wide, Bror Fock och Thorild Olsson). Han deltog också på 1 500 meter, men slogs ut i försöken (fjärde plats i den sjätte semifinalen på 4.11,2 - de två första gick till final).
Nils Frykberg är begravd på Uppsala gamla kyrkogård.